# Leopold Ramsauer

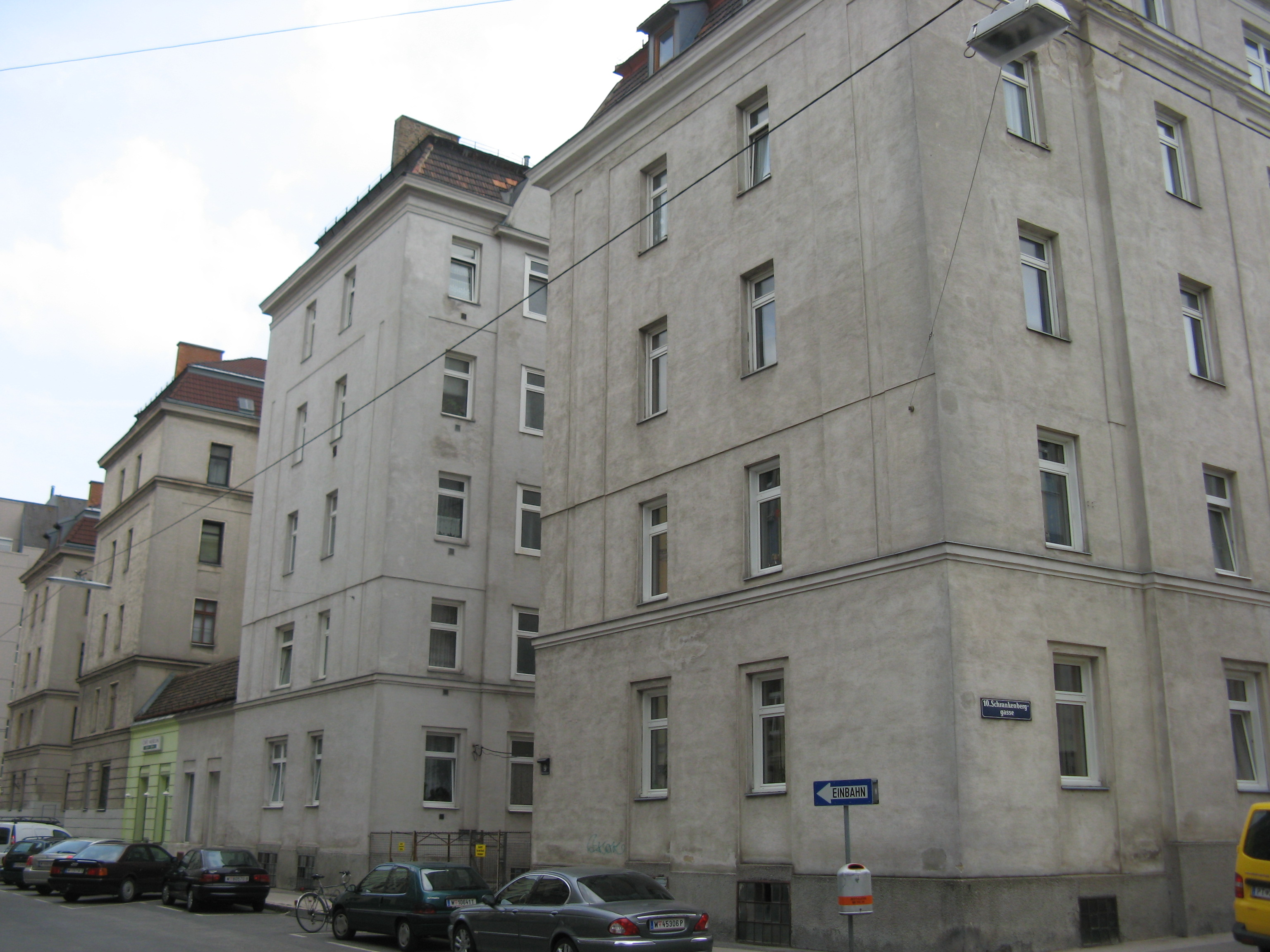
Arbeiterwohnhäuser (1912), Buchengasse 7–9, von Otto Richter und Leopold Ramsauer

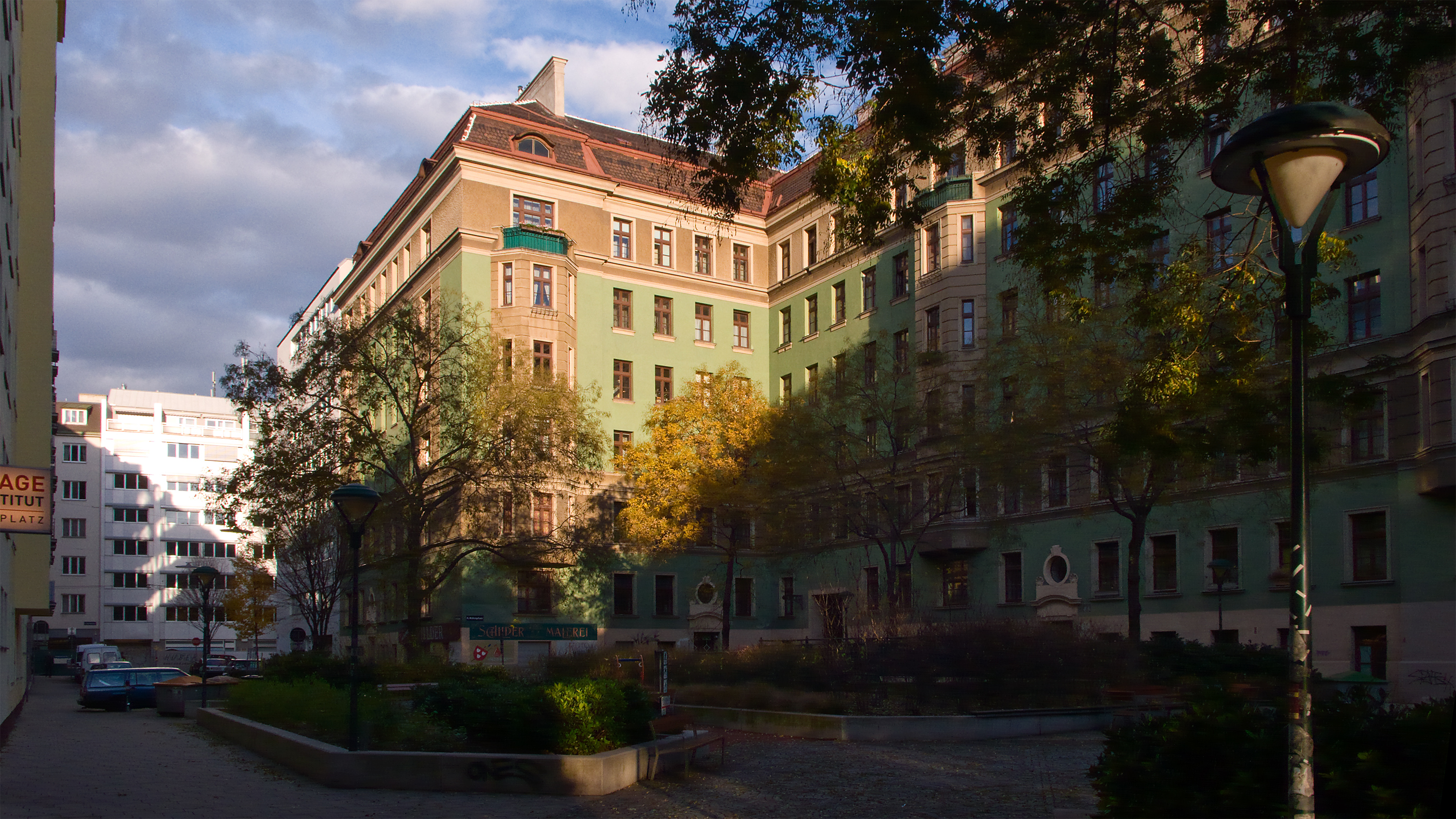
Wiedenhof (1914), Kühnplatz 1–4, von Otto Richter und Leopold Ramsauer

Leopold Ramsauer (* 18. Dezember 1874 in Malatzka bei Pressburg; † 14. Juli 1916 in Wien) war ein österreichischer Architekt.

## Leben
Leopold Ramsauer kam 1889 nach Wien, wo er gemeinsam mit Otto Richter die Staatsgewerbeschule besuchte. Danach war er technischer Beamter im Innenministerium. Gemeinsam mit Otto Richter bildete Ramsauer ab 1904 eine Architektengemeinschaft und arbeitete vorwiegend für die Erste Gemeinnützige Baugesellschaft für Kleinwohnungsbau in Wien, für die auch Leopold Simony tätig war.
Ramsauer starb bereits früh an Rückenmarksschwindsucht.

## Bedeutung
Alle Bauten Ramsauers wurden zusammen mit Otto Richter geplant und ausgeführt. Beachtenswert sind vor allem die Wohnanlage in der Buchengasse 7–9, die als Vorläufer des Volkswohnbaus, und der Wiedenhof, als Vorläufer der späteren Gemeindebauten der Zwischenkriegszeit gilt. Die beiden Architekten bauten auch das erste Männerwohnheim in Österreich sowie einen interessanten, Wohn- und Werkstätten kombinierenden Gebäudekomplex in Mariahilf.

## Werke
- Männerwohnheim, Wurlitzergasse 89–91, Wien 17 (1904)
- Männerwohnheim Meldemannstraße, Wien 20 (1905)
- Jubiläumswerkstättenhof, Mollardgasse 85–85a, Wien 6 (1908/1909)
- Kleinwohnungsanlage, Buchengasse 7–9, Wien 10 (1912)
- Miethaus Wiedenhof, Kühnplatz 1–4, Wien 4 (1914)